# L'Un pour l'autre (chanson)
L'Un pour l'autre est une chanson de la chanteuse belge Maurane sortie en 1998 chez Polydor, pour laquelle elle obtient un disque de platine.
Il s'agit du single éponyme de l'album L'Un pour l'autre.

## Liste des pistes
| 1. | L'Un pour l'autre | Peter Lorne                            | 3:50 |
| 2. | Tant c'était bon  | Philippe Lafontaine, Juan d'Oultremont | 4:20 |

## Classement
Le single (réf. 569758-2) sort le 24 avril 1998, une semaine après l'album du même nom et entre dans le classement national le 2 mai.
Le titre se classe durant 19 semaines à l'Ultratop 50 Singles en Belgique francophone.
| Classement (1998)                  | Meilleure position |
| ---------------------------------- | ------------------ |
| Belgique (Ultratop 50 francophone) | 11                 |
| France (SNEP)                      | 46                 |

### Certification
| Pays     | Certification | Ventes  |
| -------- | ------------- | ------- |
| Belgique | Platine       | +20.000 |

## Reprises
- En 2010, le trio de jazz L'Âme des poètes réalise une reprise instrumentale sur son album Ceci n'est pas une chanson belge[3].
- En 2020, les élèves de la Star Academy 4 interprètent le titre sur l'album Restons amis - Hommage à Grégory Lemarchal[4].